# Сучасне п'ятиборство на літніх Олімпійських іграх 2016 — жінки
Змагання з сучасного п'ятиборства серед жінок на літніх Олімпійських іграх 2016 пройшли 18 і 19 серпня у Центрі водних видів спорту Деодору (плавання), на стадіоні Деодору (кінний спорт і комбінація бігу і стрільби) та Молодіжній арені (фехтування). Взяло участь 36 спортсменок з 26 країн.

## Формат змагань
Змагання з сучасного п'ятиборства складалися з п'яти дисциплін. Формат трохи відрізнявся від типового сучасного п'ятиборства, оскільки дві дисципліни були об'єднані в одну.
- Фехтування: кругове змагання на шпагах в один доторк. Оцінка утворювалася в залежності від відсотку перемог.
- Плавання: заплив на 200 метрів вільним стилем. Оцінка залежала від часу.
- Кінний спорт: змагання з конкуру. Оцінка залежала від штрафу за збиті перешкоди, відмови долати перешкоди, падіння і перевищення часової межі.
- Комбінація бігу і стрільби: забіг на 3 кілометри зі стрільбою з пістолета (спортсменка через кожен кілометр повинна була влучити в п'ять мішеней за 70 секунд). Учасниці виходили на старт через проміжки, які були вирахувані на основі попередніх трьох дисциплін.

## Розклад
Час місцевий UTC-3
| Дата                | Час      | Стадія                     |
| ------------------- | -------- | -------------------------- |
| П'ятниця, 19 серпня | Полудень | Плавання                   |
| П'ятниця, 19 серпня | 14:00    | Фехтування (бонус-раунд)   |
| П'ятниця, 19 серпня | 15:30    | Кінний спорт               |
| П'ятниця, 19 серпня | 18:00    | Комбінація бігу і стрільби |

## Результати
Ключ
 ♦  Найвища оцінка в кожній дисципліні виділена жовтим і позначена символом діаманта.
| Місце | Країна                | Спортсменка            | Плавання Час (очки) | Фехтування Перемоги (очки) | Кінний спорт Час (очки) | Комбінація Час (очки) | Загалом |
| ----- | --------------------- | ---------------------- | ------------------- | -------------------------- | ----------------------- | --------------------- | ------- |
| 1     | Австралія (AUS)       | Хлоя Еспозіто          | 2:12.38 (303)       | 19 (215)                   | 77.60 (291)             | 12:10.19 (570)        | 1372 OR |
| 2     | Франція (FRA)         | Елоді Клувель          | 2:08.62 (315)       | 21 (227)                   | 70.05 (293)             | 12:59.06 (521)        | 1356    |
| 3     | Польща (POL)          | Октавія Новацька       | 2:16.67 (290)       | 27 (264)♦                  | 70.69 (293)             | 13:18.50 (502)        | 1349    |
| DSQ   | Китай (CHN)           | Чень Цянь              | 2:18.75 (284)       | 22 (232)                   | 76.67 (292)             | 12:45.07 (535)        | 1343    |
| 4     | Німеччина (GER)       | Анніка Шлей            | 2:19.34 (282)       | 17 (202)                   | 68.06 (293)             | 12:21.95 (559)        | 1336    |
| 5     | Велика Британія (GBR) | Кейт Френч             | 2:16.17 (292)       | 17 (202)                   | 75.49 (300)♦            | 12:43.08 (537)        | 1331    |
| 6     | Ірландія (IRL)        | Наталія Койл           | 2:17.38 (288)       | 19 (215)                   | 73.69 (300)♦            | 12:58.13 (522)        | 1325    |
| 7     | Італія (ITA)          | Аліче Сотеро           | 2:12.63 (303)       | 20 (221)                   | 72.91 (279)             | 13:00.47 (520)        | 1323    |
| 8     | Велика Британія (GBR) | Саманта Маррей         | 2:10.81 (308)       | 14 (192)                   | 73.23 (279)             | 12:38.54 (542)        | 1321    |
| 9     | Казахстан (KAZ)       | Олена Потапенко        | 2:11.52 (306)       | 17 (202)                   | 73.74 (293)             | 13:07.48 (513)        | 1314    |
| 10    | Мексика (MEX)         | Тамара Вега            | 2:16.89 (290)       | 15 (190)                   | 72.93 (300)♦            | 12:49.39 (531)        | 1311    |
| 11    | Росія (RUS)           | Доната Рімшайте        | 2:22.09 (274)       | 17 (202)                   | 77.20 (284)             | 12:32.67 (548)        | 1308    |
| 12    | Японія (JPN)          | Нацумі Томонаґа        | 2:15.63 (294)       | 15 (190)                   | 77.03 (298)             | 12:55.44 (525)        | 1307    |
| 13    | Південна Корея (KOR)  | Кім Сун У              | 2:16.06 (292)       | 16 (197)                   | 75.52 (300)♦            | 13:04.28 (516)        | 1305    |
| 14    | Росія (RUS)           | Гульназ Губайдулліна   | 2:07.94 (317)♦ OR   | 8 (148)                    | 78.91 (290)             | 12:30.76 (550)        | 1305    |
| 15    | Канада (CAN)          | Мелані Маккенн         | 2:20.81 (278)       | 23 (240)                   | 75.75 (300)♦            | 13:42.43 (478)        | 1296    |
| 16    | Угорщина (HUN)        | Саролта Ковач          | 2:09.02 (313)       | 17 (203)                   | 79.04 (268)             | 13:17.09 (503)        | 1287    |
| 17    | Китай (CHN)           | Чжан Сяонань           | 2:22.67 (272)       | 22 (234)                   | 75.72 (279)             | 13:20.79 (500)        | 1285    |
| 18    | Польща (POL)          | Анна Малішевська       | 2:20.30 (280)       | 16 (200)                   | 79.41 (282)             | 13:01.21 (519)        | 1281    |
| 19    | США (USA)             | Марго Ісаксен          | 2:19.91 (281)       | 18 (209)                   | 70.24 (293)             | 13:23.90 (497)        | 1280    |
| 20    | Гватемала (GUA)       | Ізабель Бранд          | 2:22.57 (273)       | 14 (184)                   | 72.88 (293)             | 12:54.11 (526)        | 1276    |
| 21    | Білорусь (BLR)        | Анастасія Прокопенко   | 2:25.69 (263)       | 10 (162)                   | 76.28 (289)             | 12:22.98 (558)        | 1272    |
| 22    | Бразилія (BRA)        | Яне Маркеш             | 2:14.30 (298)       | 16 (196)                   | 72.28 (286)             | 13:31.64 (489)        | 1269    |
| 23    | Італія (ITA)          | Клаудія Чезаріні       | 2:20.85 (278)       | 17 (205)                   | 87.95 (261)             | 13:04.34 (516)        | 1260    |
| 24    | США (USA)             | Ізабелла Ісаксен       | 2:20.20 (280)       | 20 (221)                   | 80.31 (285)             | 13:51.96 (469)        | 1255    |
| 25    | Чехія (CZE)           | Барбора Кодедова       | 2:24.70 (266)       | 20 (220)                   | 106.28 (249)            | 13:25.36 (495)        | 1230    |
| 26    | Угорщина (HUN)        | Софія Фольдхазі        | 2:12.05 (304)       | 11 (168)                   | 119.34 (222)            | 12:46.02 (534)        | 1228    |
| 27    | Аргентина (ARG)       | Ірина Хохлова          | 2:19.77 (281)       | 14 (184)                   | 90.01 (268)             | 13:53.53 (467)        | 1200    |
| 28    | Литва (LTU)           | Єва Серапінайте        | 2:14.43 (297)       | 15 (190)                   | 69.50 (265)             | 14:29.68 (431)        | 1183    |
| 29    | Україна (UKR)         | Анастасія Спас         | 2:14.54 (297)       | 16 (196)                   | 120.69 (221)            | 15:16.82 (384)        | 1098    |
| 30    | Литва (LTU)           | Лаура Асадаускайте     | 2:21.01 (277)       | 19 (216)                   | E (0)                   | 12:01.01 (579)♦ OR    | 1072    |
| 31    | Німеччина (GER)       | Лена Шенеборн          | 2:21.74 (275)       | 24 (244)                   | E (0)                   | 12:54.21 (526)        | 1045    |
| 32    | Канада (CAN)          | Донна Марі Вакаліс     | 2:22.12 (274)       | 22 (233)                   | E (0)                   | 13:36.19 (484)        | 991     |
| 33    | Куба (CUB)            | Лейді Лаура Мойя Лопес | 2:15.75 (293)       | 14 (184)                   | E (0)                   | 13:11.07 (509)        | 986     |
| 34    | Туреччина (TUR)       | Ільке Озюксель         | 2:17.79 (287)       | 10 (160)                   | E (0)                   | 12:49.98 (531)        | 978     |
| 35    | Єгипет (EGY)          | Гайді Морсі            | 2:26.11 (262)       | 14 (184)                   | E (0)                   | 13:24.93 (496)        | 942     |